# Rudosledstvo
Rudosledstvo je začetni korak geoloških raziskav na danem ozemlju, v katerem se na podlagi opazovanja mineralizacije v izdankih išče mineralne primerke, določa mineralne zaloge ali išče rude kovin. Oseba, ki se ukvarja z rudosledstvom, se imenuje rudosledec. Moderno rudosledstvo za zmanjšanje iskalnega območja uporablja geološke, geofizikalne in geokemične metode, s katerimi v tleh odkrivajo anomalije. Ko so anomalije identificirane in interpretirane se lahko nato dalje izvaja neposredno rudosledstvo. V nekaterih jurisdikcijah morajo rudosledci pred pričetkom del preiskovano ozemlje primerno označiti v vseh štirih vogalih ter ozemlje vpisati v rudarsko knjigo.